# Arkiv X (säsong 3)
Detta är en avsnittsguide till tredje säsongen av Arkiv X.

## 1. The Blessing Way
Premiärdatum (USA): 22 september 1995.
En hätsk jakt efter Agent Mulder inleds och regeringen arbetar snabbt för att återfå de försvunna datafilerna. Scully finner sig obeslutsam inför nästa steg i sökandet efter Mulder då hon verkar vara den enda som tror att Mulder fortfarande lever och hon söker stöd hos sin familj, medan Mulder kämpar för sin egen överlevnad.

## 2. Paper Clip
Premiärdatum (USA): 29 september 1995.
Mulder återvänder till Skinner trots att han förföljs av tvivelaktiga personer och inte borde visa sig på platser de kan tänkas förvänta att han dyker upp på. Agenterna söker efter svar gällande ett gammalt fotografi föreställande Mulders far och en grupp av andra okända män. Deras sökande leder dem till en övergiven byggnad där en obehaglig sanning väntar.

## 3. D.P.O
Premiärdatum (USA): 6 oktober 1995.
Mulder är skeptisk över en obduktionsrapport gällande en femte person som träffats av blixten i ett litet samhälle i Oklahoma. Utredningen kring det senaste dödsfallet pekar mot den enda personen som har överlevt ett blixtnedslag - en lynnig tonåring.

## 4. Clyde Bruckman's final repose
Premiärdatum (USA): 13 oktober 1995.
Flera medium hittas döda i St.Paul, Maine, utan att några bevis eller förklaringar på dödsfallen kan lämnas. Mulder är skeptisk mot det medium som anlitas som påstår att denne kan förutsäga händelserna kring detta, och i sin utredning träffar Mulder på en annan person som han tror har genuin förmåga att förutsäga framtiden. Att fånga mördaren kan visa sig vara svårt då mördaren också verkar kunna se in i framtiden.

## 5. The list
Premiärdatum (USA) 20 oktober 1995.
Napoleon "Neech" Manley är en intern som sitter dödsdömd på East Point State Penitentiary, Florida. Strax före sin död i elektriska stolen svär han på att han ska komma tillbaks från döden och döda de fem personerna som var involverade i hans död. Rädslan för hans hämnd har fått folk på spänn och om de själva finns uppsatta på den beryktade listan. Agenternas utredning går ut på att ta reda på hur "Neech" har gått tillväga för att efter sin död kunnat avrätta sina bödlar och för att hitta Listan innan det är för sent.

## 6. 2Shy
Premiärdatum (USA): 3 november 1995.
Kroppen efter en kvinna, eller vad som finns kvar av den, hittas i en bil i Cleveland, Ohio. Scully bekräftar att morden är mycket utmärkande då en okänd substans täcker kropparna, en substans som verkar smälta fettsyror i kött. Mulder spårar de tvivelaktiga morden till gamla fall där offren, samtliga kvinnor, förekom i kontaktannonser. Att möta osäkra kvinnor online, och förföra dem med de rätta orden är seriemördarens melodi och han har sedan dess hittat vägen till internet..

## 7. The Walk
Premiärdatum (USA): 10 november 1995.
Ett nytt misslyckat självmordsförsök av en patient på ett militärsjukhus drar till sig FBI-agenternas uppmärksamhet. Historier sprids angående en "fantomsoldat" som dödat alla mannens närstående och lämnat honom kvar för att lida och nu hindrat mannen från att dö. Dödstalen stiger medan Mulder och Scully är på plats och de får bråttom att försöka lösa fallet.

## 8. Oubliette
Premiärdatum (USA): 17 november 1995.
Samtidigt som en 15-åring kidnappas hemifrån, kollapsar en servitris på en snabbmatskedja flera mil därifrån. Servitrisen verkar uppleva exakt vad den kidnappade tonåringen upplever. Mulder upptäcker att servitrisen också blivit kidnappad en gång, och försöker påvisa ett samband eller en länk mellan de båda personerna som kan leda till att 15-åringen hittas, men varken Scully eller den lokala polisen går i samma tankespår som Mulder då servitrisen själv är en misstänkt.

## 9. Nisei
Premiärdatum (USA): 24 november 1995.
En videokassett från ett postorderföretag som visar en obduktion av en alien eskalerar till en mycket mer komplicerad utredning när distributören av videon mördas av en Japansk diplomat. Mulders sökande leder honom till ett UFO som störtat, och piloten fortfarande ryktas leva. Under tiden undersöker Scully ett nätverk med kvinnor som likt Scully blivit bortförda vilka påstår att de känner henne.

## 10. 731
Premiärdatum (USA): 1 december 1995.
Mulder är fast i en tågvagn tillsammans med en tickande bomb, en mördare som påstår att han är NSA-agent och någonstans i folkmassan finns en utomjordisk fånge gömd. Scully leds till en smittskyddsforskaranläggning i Perkey, West Virginia, som hon har hört har använt sig av vanliga personer som testobjekt.

## 11. Revelations
Premiärdatum (USA): 15 december 1995.
Under loppet av tre år har elva personer utsatts för de religiöst anknutna stigmata-såren som Jesus fick då han korsfästes. Samtliga dessa personer har nu mördats. Precis då Mulder bevisat att det senaste stigmat var en bluff får de ett samtal om en liten pojke som uppvisar dessa fruktansvärda sår, och de tvingas skydda honom från vad som komma skall.

## 12. Coprophages
Premiärdatum (USA): 5 januari 1996.
Ett litet samhälle drabbas av massdöd där kropparna hittas täckta av kackerlackor, och hysteri i den lilla byn uppstår. Scully har vetenskapliga förklaringar som vanligt, men Mulder som befinner sig i byn har andra tankar - att det verkar som att insekterna inte är organiska, eller ens härrör från jorden.

## 13. Syzygy
Premiärdatum (USA): 27 januari 1996
Mulder och Scully utreder de märkliga morden som inträffat ett lantligt distrikt i New Hampshire. Mulder utreder fallet och hittar indikationer på att det kan ha ett sammanträffande med den planetära uppställningen som påverkar människornas beteende.

## 14. Grotesque
Premiärdatum (USA): 2 februari 1996.
En seriemördare gör anspråk på att ha dödat andra under inflytande av en demon blir arresterad, och morden fortsätter efter hans arrestering. Mulder blir mer involverad än vanligt och både Scully och Skinner bekymras av detta.

## 15. Piper Maru
Premiärdatum (USA): 9 februari 1996.
Ett franskt fartyg på bärgningsuppdrag efter ett vrak från andra världskriget angör hamnen i USA, men hela dess besättning lider av egendomliga och svåra strålningsskador - alla utom en man. Gamla hemligheter kommer upp till ytan allteftersom Mulder söker efter sanningen till mystiken… och dess utomjordiska ursprung.

## 16. Apocrypha
Premiärdatum (USA): 16 februari 1996
Sökandet efter ett sedan länge försvunnet digitalt band blir kortlivat sedan Mulder lyckas spåra en skuggspelande statstjänsteman. Under tiden som Scully ser efter en hospitaliserad Skinner, får Mulder vetskap om vad agent Krycek har haft i görningen. and de försöker spåra upp ett bärgat UFO innan det är för sent.

## 17. Pusher
Premiärdatum (USA):23 februari 1996
En till synes omotiverad mördare som verkar kunna övertyga sina offer till att ta sina egna liv är på fri fot, och det är upp till Mulder och Scully att spåra de ledtrådar som finns kvar, vilket visar sig riskabelt när personen bestämmer sig för att spela ett spel med Mulder som marionett.

## 18. Teso dos bichos
Premiärdatum (USA): 8 mars 1996.
Ett team med arkeologer som försöker rädda forntida indiska artefakter från säker förstörelse, blottar en begravningsurna som innehåller kvarlevorna av en kvinnlig shaman känd som Amaru. Trots protester emot att föra bort den från platsen, skickas urnan till Bostonmuseet där dess förbannelser uppstår.

## 19. Hell money
Premiärdatum (USA): 29 mars 1996
Efter att en man begravs levande i Chinatown, San Francisco, och flera kinesiska immigranter försvinner från området utan ett spår, så ger sig Mulder och Scully i kast med den lokala polisen för att hjälpa till. Kropparna som hittas verkar sakna slumpmässigt valda organ. De döda knyts hårdare till en underjordisk organisation där betydelsen av att förlora spelet kan betyda döden.

## 20. Jose Chung'sFrom Outer Space
Premiärdatum (USA): 12 april 1996
Historien om två tonåringar som förs bort av aliens intresserar författaren Jose Chung. Han letar upp Scully för att återberätta för henne vad som hände egentligen, men alla andra har spretande åsikter och historier. Vilka är egentligen de hemlighetsfulla männen i svart, och är vi verkligen ensamma i universum?

## 21. Avatar
Premiärdatum (USA): 26 april 1996
Skinner blir huvudmisstänkt i ett mord som involverar en kvinna han träffade på en bar och var med natten för hennes död. Mulder och Scully är allt han har för att bevisa hans oskuld, då personer högre i rang försöker tysta honom, och den enda ledtråden visar sig vara en underlig gammal kvinna..

## 22. Quagmire
Premiärdatum (USA): 3 maj 1996
Försvinnandet av en pojkscoutledare och en biolog som sammanträffar inom samma tidsspann drar Mulders uppmärksamhet till Heuvalman's Lake i Georgia. Invånare tror att fallet är ett skämt, men Mulder hoppas att han ska hitta bevis i sjöns beryktade förhistoriska monster, "Big Blue".

## 23. Wetwired
Premiärdatum (USA): 10 maj 1996
En man som har dödat fem personer påstår att alla hans offer var samma krigsförbrytare som han sett på TV. Utredningen som företas av Mulder och Scully visar att den är något ovanligt med tv-signalerna i området, och Mulder måste upptäcka sanningen innan Scully blir nästa mördare.	

## 24. Talitha Cumi
Premiärdatum (USA): 17 maj 1996
När offren från en skottlossning på en snabbmatsrestaurang mirakulöst återuppstår, och helbrägdagöraren försvinner utan ett spår kallas FBI-agenterna Mulder och Scully dit. Samtidigt som det sker blir Mulders mamma dålig och en gammal källa konfronterar honom med foton som angår ett för länge sedan förtryckt minne.